# Peter Wilkinson (bassiste)
Pour les articles homonymes, voir Peter Wilkinson.
Leslie Peter Wilkinson, né le 9 mai 1969 à Liverpool, est un bassiste et auteur-compositeur-interprète britannique.
Il a été membre de Shack, de Cast ou encore de Echo & the Bunnymen.

## Biographie
Il apprend à jouer de la basse dès son plus jeune âge en écoutant des groupes new wave comme The Stranglers et Siouxsie and the Banshees. Il s'intéresse au jazz et effectue des tournées de jazz dans le nord-ouest de l'Angleterre et le nord du Pays de Galles. Il obtient un diplôme universitaire dans ce domaine.
En 1990, il rejoint Shack, avec qui il travaille sur l'album Waterpistol. L'album ne sortira cependant pas avant 1995, en raison de problèmes liés à la perte des bandes originales et à la fermeture du label original, ce qui entraînera la séparation du groupe.
En 1992, il cofonde Cast avec l'ancien bassiste de The La's, John Power, leader du groupe. Après la séparation du groupe en 2001, Wilkinson sort un album solo en octobre 2002, Huxley Pig Part 1, sous le nom d'Aviator. Il commence également à travailler comme musicien de studio, jouant avec des artistes tels que Ian McCulloch, Echo & the Bunnymen, Simon Wilcox et The Hours, avec qui il assume les fonctions de guitariste principal.
Lors de la reformation de Shack, il rejoint le groupe en 2005, qui sort deux albums sur le label de Noel Gallagher, Sour Mash. Wilkinson compose et interprète également de la musique pour des publicités télévisées.
En 2010, il rejoint le groupe reformé Cast et participe à la tournée au Royaume-Uni de novembre 2010. Le groupe sort ensuite l'album Troubled Times en 2012. Après un départ brutal d'une tournée en décembre 2014, Wilkinson confirme en mars 2015 qu'il quitte le groupe et qu'il ne travaillera pas sur leur prochain album ni ne partira en tournée avec lui.
Il sort l'album Huxley Pig, Part 2, sous le nom Aviator, longtemps retardé en 2012 et le single Desolation Peaks en édition limitée 7" via Eighties Vinyl Records en 2013. Il sort le troisième album d'Aviator, No Friend Of Mind, en août 2015 sur son propre label AV8.